# Lev Favorskij
Lev Ivanovič Favorskij (in russo Лев Иванович Фаворский?; trasl. angl. Lev Favorsky; Mosca, 1893 – Mosca, 1969) è stato un calciatore russo, di ruolo portiere.

## Carriera

### Club
Nel periodo in cui militava in nazionale giocava per l'SKS Mosca.

### Nazionale
È stato convocato per i giochi olimpici del 1912, disputando la prima storica partita della nazionale russa contro la Finlandia, proprio alle Olimpiadi, in quell'occasione i russi persero 2-1. Giocò anche la seconda partita contro la Germania valida per il turno preliminare del torneo di consolazione, la prestazione della Russia fu davvero imbarazzante e arrivò a perdere addirittura per 16-0..
La sua terza e ultima partita fu l'amichevole, persa 2-1, contro la Norvegia, giocata due giorni dopo la gara con la Germania.

## Statistiche

### Cronologia presenze e reti in Nazionale
| Cronologia completa delle presenze e delle reti in nazionale ― Russia | Cronologia completa delle presenze e delle reti in nazionale ― Russia | Cronologia completa delle presenze e delle reti in nazionale ― Russia | Cronologia completa delle presenze e delle reti in nazionale ― Russia | Cronologia completa delle presenze e delle reti in nazionale ― Russia | Cronologia completa delle presenze e delle reti in nazionale ― Russia | Cronologia completa delle presenze e delle reti in nazionale ― Russia | Cronologia completa delle presenze e delle reti in nazionale ― Russia |
| Data                                                                  | Città                                                                 | In casa                                                               | Risultato                                                             | Ospiti                                                                | Competizione                                                          | Reti                                                                  | Note                                                                  |
| --------------------------------------------------------------------- | --------------------------------------------------------------------- | --------------------------------------------------------------------- | --------------------------------------------------------------------- | --------------------------------------------------------------------- | --------------------------------------------------------------------- | --------------------------------------------------------------------- | --------------------------------------------------------------------- |
| 30-6-1912                                                             | Traneberg                                                             | Finlandia                                                             | 2 – 1                                                                 | Russia                                                                | Olimpiadi 1912                                                        | -2                                                                    |                                                                       |
| 2-7-1912                                                              | Solna                                                                 | Germania                                                              | 16 – 0                                                                | Russia                                                                | Olimpiadi 1912                                                        | -16                                                                   |                                                                       |
| 4-7-1912                                                              | Traneberg                                                             | Norvegia                                                              | 2 – 1                                                                 | Russia                                                                | Amichevole                                                            | -2                                                                    |                                                                       |
| Totale                                                                |                                                                       | Presenze                                                              | 3                                                                     |                                                                       | Reti                                                                  | -20                                                                   |                                                                       |